# Rennerovy sady
Rennerovy sady jsou městský park ve Strakonicích, který se rozkládá při jižní straně Husovy ulice na jejím východním konci. Vznikly v roce 1818 z podnětu strakonického měšťana Antonína Rennera jako promenádní alej vybudovaná na místě bývalého hradního příkopu, roku 1837 byly rozšířeny připojením vedlejšího území. Leží v nadmořské výšce 430 m a jejich rozloha je 2,7 hektarů. Na jejich území se nachází soubor památkově chráněných objektů kaple svatého Jana Nepomuckého, altán, Rennerova kašna a kamenný sloup.
Během 19. století byly rozvíjeny především činností okrašlovacího spolku. Park nese od roku 1934 jméno místního mecenáše Antonína Rennera a zaujímá celkem 26 541 m² zelené plochy v samém centru Strakonic. Plány na obnovu byly poprvé ohlášeny v roce 2007 s cílem ošetřit staré stromy, včetně rekonstrukce cest a veřejného osvětlení. Po delším přípravném období se práce rozběhly vyhlášením tendru na zmíněné úpravy. Projekt, podpořený z Operačního programu Životní prostředí (2011–2012), přinesl ošetření hodnotných dřevin, dosadby keřů, trvalek i stromů, čímž se zvýšila biodiverzita a zajistila dlouhodobá údržba parku.
Z celkové plochy 26 541 m² byla dosud zrevitalizována jen menší část o rozloze 7 483 m² mezi ulicemi Sokolovská a Radomyšlská, zatímco zbývajících 19 058 m² mezi ulicemi Sokolovská a Havlíčkova stále čeká na obnovu.
V nové části přibylo pétanque hřiště, staré asfaltové povrchy byly nahrazeny polopropustným povrchem z kamenných odseků, a doplněny byly také nové lavičky, koše i osvětlení.
Ve starším křídle parku se nacházejí veřejné záchody, památník Antonína Rennera s fontánou, pítko, Gloriet u něj Kiosek, dětské hřiště, Pomník mistra Jana Husa a v západním cípu kaple sv. Jana Nepomuckého. Chodníky tvoří litý asfalt, mobiliář je původní.
Součástí parku a jeho přirozeným jihozápadním výběžkem je poslední zachovaná část městského opevnění, která je v současné podobě oddělena ploty a nepřístupná veřejnosti.